# Рёст
Рёст — коммуна в фюльке Нурланн в Норвегии. Является частью региона Лофотен. Административный центр коммуны — деревня Рёст. Рёст был отделен от коммуны Верёй 1 июля 1928 года.

## География
Коммуна состоит из более чем 365 островов и шхер, расположенных на расстоянии 100 км от материка и от юго-западной оконечности цепи Лофотенских островов. В коммуне расположены крупнейшие в Северной Атлантике птичьи скалы, на которых проживают колонии тупиков, хохлатых бакланов, моевок и различных баклановых. К западу от Рёста находится крупнейший в мире глубоководный коралловый риф.

## Общая информация

### Название
Коммуна была названа в честь главного острова Røst (старонорвежский: Röst). Название связывают со словом röst, которое означает мальстрем (водоворот между лофотенскими островами).

### Герб
У коммуны современный герб. Он был принят 28 ноября 1986 года. На гербе изображены три баклана, о которых рассказывается в местной легенде (три брата могли превращаться в бакланов)

## Транспорт

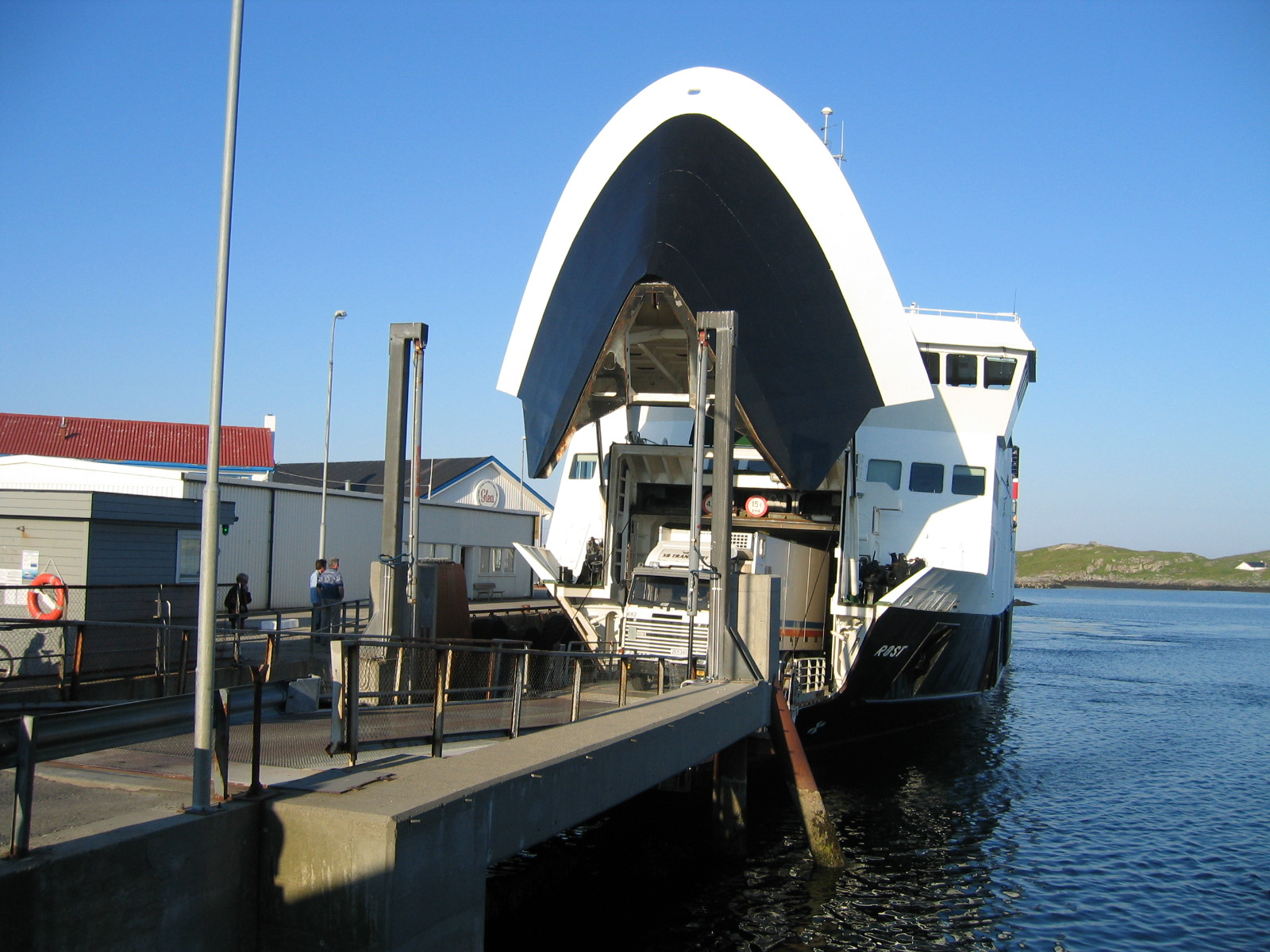
Паром в гавани Рёста

В Рёсте находится большое количество лодок, а Аэропорт Рёста выполняет регулярные рейсы в Будё.

## История
Яркое описание средневекового жизни острова было предоставлено венецианским капитаном Пьетро Кверини (итал. Pietro Querini), который потерпел кораблекрушение в море и был спасен жителями острова в 1432 году. Он описал сообщество как очень дружественное и религиозное, живущее за счёт вылова трески и не очень развитого сельского хозяйства. Норвежский Лундехунд появился в данной части Норвегии, потому что ему необходимо было подыматься вдоль скальных тропинок для охоты на тупиков.

## Экономика
Вылов и заготовление (вяление) рыбы, главным образом, трески, особенно в зимний период, когда она мигрирует на юг от Баренцева моря и собирается на Лофотенских островах на нерест, является главной хозяйственной деятельностью в коммуне Рёст. Этим видом промысла местное население занимается на протяжении уже не менее тысячи лет. Выловленная треска перенаправляется в Берген, крупный город на юго-западе Норвегии, и оттуда поступает в остальные страны Европы. В зимний период население Рёста удваивается из-за большого количества лодок и катеров, прибывающих на остров для рыбной ловли. Маленькие острова Рёста ежегодно производят рыбы и рыбных продуктов на сумму более 40 миллионов $. Жители острова также занимаются овцеводством.

## Климат
Рёст и Верёй известны метеорологам как самые северные регионы в мире со средней температурой около нуля градусов в течение всей зимы, что не характерно для местностей, расположенных выше полярного круга. Зима на островах достаточно мягкая и теплая. Такие высокие зимние температуры характерны для островов благодаря теплому течению Гольфстрим и его производным: северо-атлантическому течению и Норвежскому течению. Зимняя температура в южном Лофотене является самой большой температурной аномалией во всем мире относительно данной широты. Летом достаточно прохладно, но сухо. В летнее время над горизонтом не заходит солнце. В Рёсте данное явление можно наблюдать с 25 мая по 17 июля. Вода в океане достаточно прохладная, однако, летом может теплеть до +17°С.
Ежегодное среднее значение температуры 5,4°С (1961—1990 гг.), средний годовой уровень осадков — 680 мм. Самые влажные месяцы с октября по декабрь (приблизительно 90 мм каждый месяц), засушливые месяцы — май-июнь (30 мм осадков в месяц). Уровень осадков значительно варьируется: в июне 2009 года составлял 1 мм, в июле 2009 года — 7 мм, а в декабре 2008 года было зарегистрировано 127 мм осадков.
| Показатель                                | Янв. | Фев. | Март | Апр. | Май | Июнь | Июль | Авг. | Сен. | Окт. | Нояб. | Дек. |
| ----------------------------------------- | ---- | ---- | ---- | ---- | --- | ---- | ---- | ---- | ---- | ---- | ----- | ---- |
| Средний суточный максимум, °C             | 4    | 3    | 3    | 6    | 9   | 11   | 14   | 14   | 12   | 9    | 6     | 5    |
| Средний суточный минимум, °C              | 0    | −1   | 0    | 2    | 5   | 8    | 10   | 10   | 8    | 5    | 2     | 1    |
| Источник: Storm Weather Center 05.12.2009 |      |      |      |      |     |      |      |      |      |      |       |      |

## Наблюдение за птицами

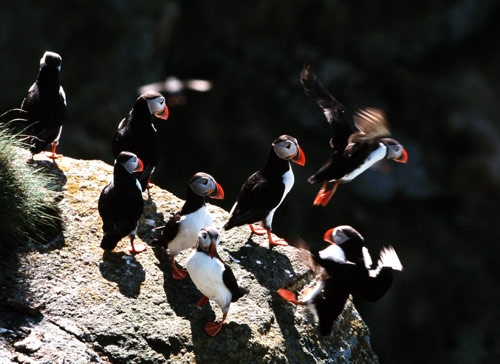
Атлантические тупики.
В Рёсте проживает наибольшая колония птиц в Норвегии.

Рёст одно из нескольких мест наблюдения за птицами в Норвегии известное по всему миру. Колонии морских птиц, находящиеся здесь, рассматриваются как имеющие международное значение. На острове находится много мест обитания для птиц, следовательно он является место остановки для большого количества видов, мигрирующих дальше на север.